# Parti vert d'Iran
Le Parti vert d'Iran (en persan : حزب سبزهای ایران [Hezb-e-sabz Hayeh Iran]) est un parti politique iranien en exil. Le parti a été créé en 1999 en Californie et son siège, d'abord situé au Québec, a été transféré en 2014 en Allemagne.
Le parti soutient les mouvements écologistes, les droits des homosexuels et milite pour un état iranien laïque.